# Pramen vláken

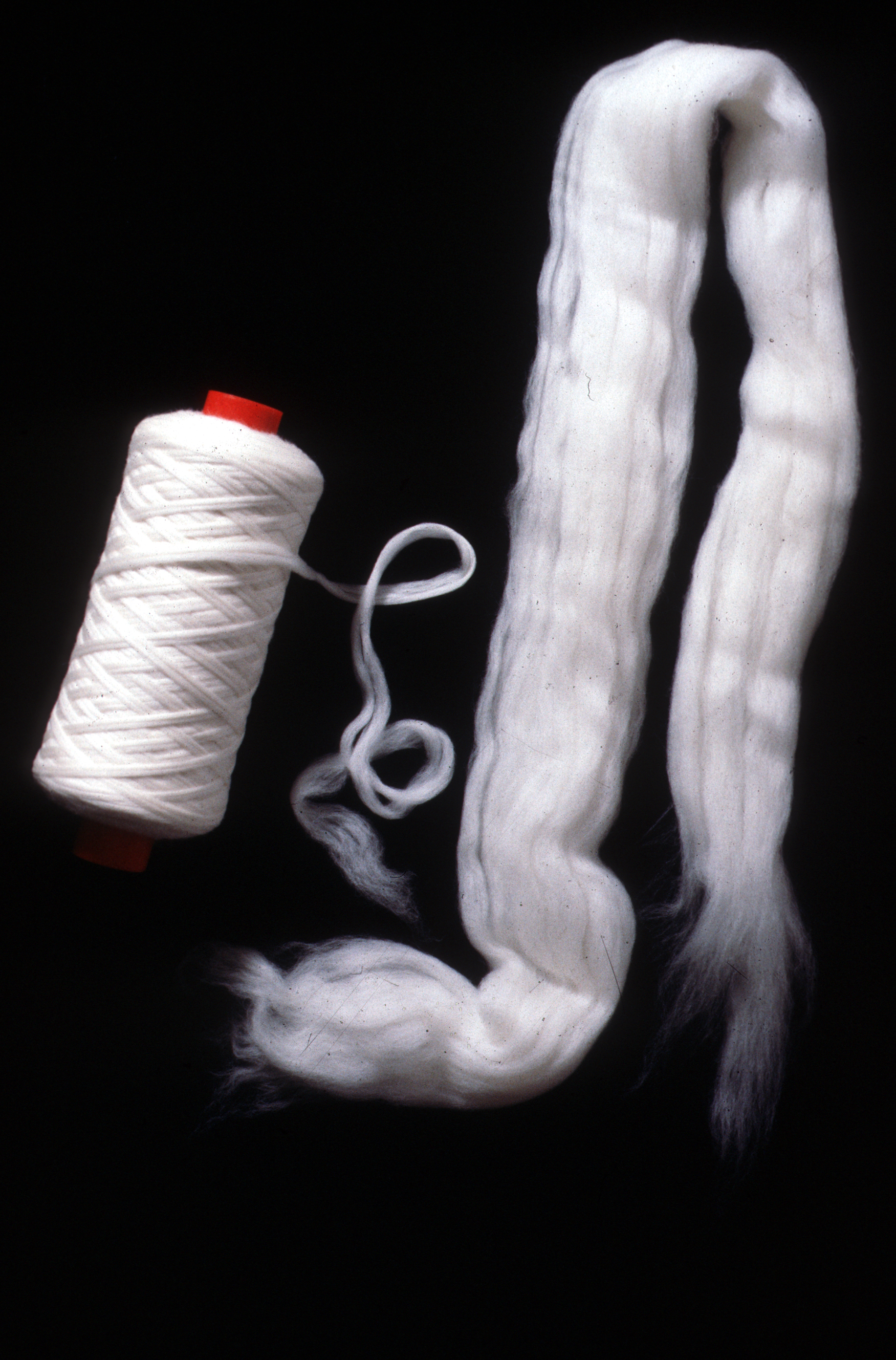
Vlněný přást (vlevo) a česanec (vpravo)

Pramen je svazek vláken zhotovený

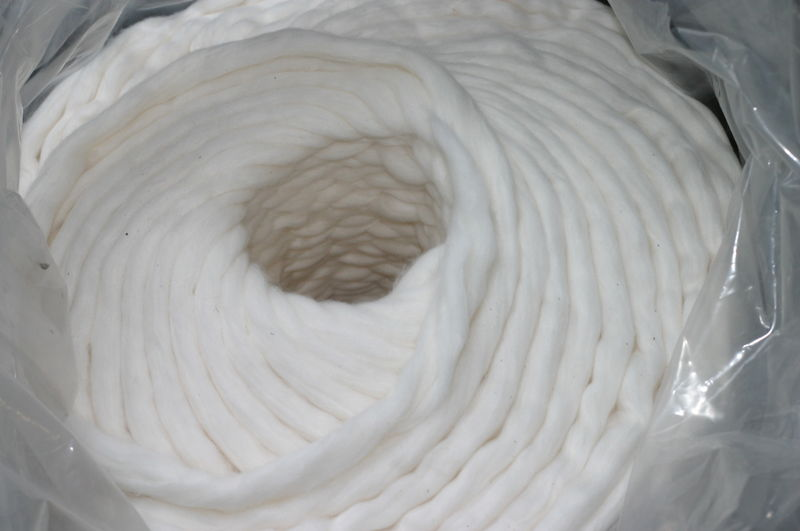
Pramen posukované bavlny

- za účelem přepravy a předlohy materiálu na následujícím stroji v předpřádním procesu výroby příze.

Podle druhu stroje, na kterém byl vyroben, se rozeznává mykaný, posukovaný, česaný a případně konvertorovaný pramen.
Způsob zhotovení pramene je u všech strojů v principu stejný: Vlákenná pavučinka (cca 20–100 cm široká) je vtahována do trychtýře, tím se zhustí a zaoblí do svazku s kruhovým průřezem, který se pak průchodem mezi párem kalandrovacích válců slisuje a tím dostane určitou soudržnost. Až 75 kg hotového pramene o jemnosti cca 4–30 g/m se svinuje v cykloidách do konve (nádoby válcovitého  tvaru) rychlostí do 1200 m/min. Konve se dopravují k další pasáži výroby, kde se z nich pramen odtahuje podávacími válci následujícího stroje.
V přádelně vlny se česanému a také konvertorovanému pramenu obvykle říká česanec.
Označení trhanec nebo řezanec pro konvertorovaný pramen je méně obvyklé.
Posukovaný vlněný pramen se u některých způsobů výroby namísto svinování do konve navíjí (křížovým vinutím) na cívku.
- z filamentů při výrobě umělých textilních vláken, např. polypropylenových[5]
- z přízí všeho druhu jako niťový pramen, tj. polotovar při výrobě textilních lan[6]